# Alfabeto geral das línguas dos Camarões
O Alfabeto geral das línguas dos Camarões foi criado em 1970s a partir do alfabeto latino básico ISO como uma padronização ortográfica para as línguas dos Camarões. Maurice Tadadjeu e Etienne Sadembouo foram os principais mentores desse trabalho.